# Utrata (Łask)
Utrata – część miasta Łask. Dawniej samodzielna wieś, od 1954 w granicach Łasku. Rozpościera się w rejonie obecnej ul. Utrata, na północ od centrum miasta, po przeciwej stronie rzeki Grabówki. Graniczy bezpośrednio ze wsią Wiewiórczyn.

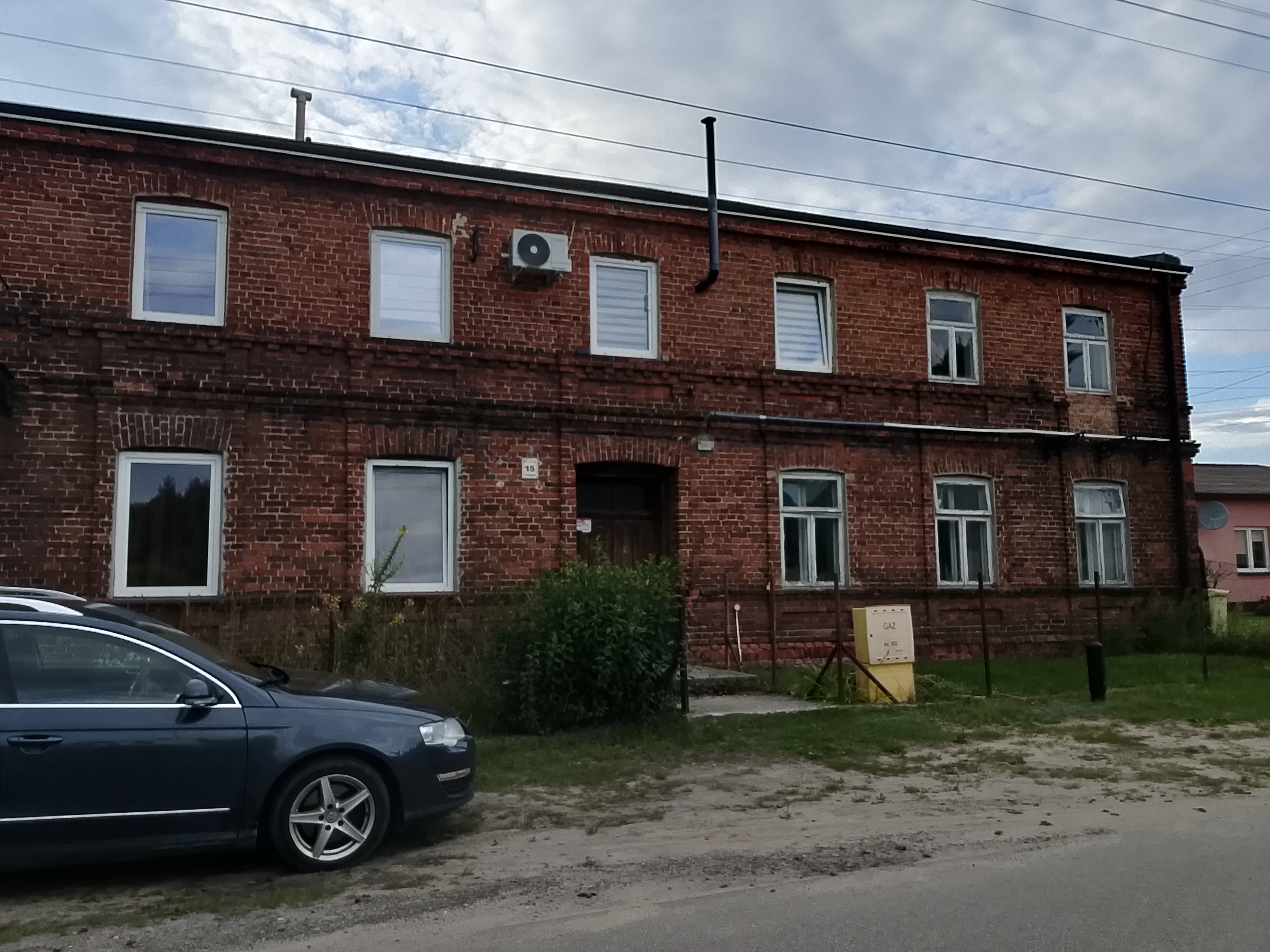
Dawny dom Eugeniusza Iwanickiego (ul. Utrata 15). Obiekt wpisany do gminnej ewidencji zabytków.

## Historia
Dawniej samodzielna miejscowość (osada i kolonia młyńska). W okresie międzywojennym Utrata należała do gminy Łask w powiecie łaskim w woj. łódzkim. 2 października 1933 utworzono gromadę Utrata w granicach gminy Łask.
Podczas II wojny światowej włączone do III Rzeszy. Po wojnie Utrata powróciła do powiatu łaskiego w woj. łódzkim jako jedna z 20 gromad gminy Łask. 21 września 1953 gminę Łask zniesiono przez przemianowanie na gminę Wiewiórczyn.
W związku z reorganizacją administracji wiejskiej jesienią 1954, Utratę włączono do Łasku.